# Владимир Лобас
Владимир Лобас (настоящее имя — Владимир Наумович Ве́рников, род. 3 июня 1937 Винница, Украинская ССР) — советский и американский писатель, сценарист научно-популярных фильмов, лауреат Ломоносовской премии.

## Образование и творческая деятельность
В 1961 году окончил факультет редактирования Украинского полиграфического института.
С 1962 по 1972 год — сценарист Киевской киностудии научно-популярных фильмов.
С 1964 года — член Союза кинематографистов СССР, лауреат Ломоносовской премии, (фильм «Портрет хирурга»). Выпущенная в 1967 году «Краткая история советского кино» упоминает три его работы: «Портрет хирурга», «Человек и хлеб» и «Волшебник зеленого мира».
В 1971 году окончил в Москве двухгодичные Высшие режиссёрские курсы при Госкомитете по кино и получил диплом режиссёра,.
В 1972 году эмигрировал из СССР.
С 1974 по 1980 год был внештатным автором еженедельной сельскохозяйственной программы на радиостанции «Свобода».